# 滨江县
滨江县，中华民国历史上曾经存在的县。

## 历史
1913年3月2日，吉林省民政公署根据中华民国大总统的命令发布《通令》，决定全省各府、厅、州均改为县。滨江厅分防同知改为滨江县，设县知事。辖境包括原滨江厅分防同知所辖的傅家甸、岗家店、四家子和宣统三年（1911年）由双城县划入的61个村屯。辖境西起苇塘沟，东至阿城县，南起双城县旗屯营地，北至松花江南岸，共有110余个村屯。1918年，滨江县全县人口已达4万余人。至1920年底，境内人口达115698人。1921年阿城县圈河、太平桥、三棵树等地划归滨江县。滨江县先后隶属于吉林省西北路道和滨江道。
1929年1月，县知事改称县长，直属于吉林省政府委员会。1929年滨江市政筹备处成立，傅家甸、东西四家子、圈儿河、太平桥划归滨江市，脱离滨江县。  

## 历任滨江县知事
- 黄世芬（1913．8－1914．2）
- 于芹（1914．2－1915．8）
- 张曾矩（1915．11－1919．12）
- 邓东山（1919．12－1920．6）
- 卢蕴生（1920．6－1921．8）
- 莫德惠（1921．8－1923．12）
- 张书翰（1923．12－1925．5）
- 谭书绅（1925．5－1926．9）
- 李科元（1926．9－1929．5）
- 李科元（1929．5－1932．2）
- 盛长次郎（日本人，1932）